# Omorgus tessellatus
Omorgus tessellatus es una especie de escarabajo del género Omorgus, familia Trogidae. Fue descrita científicamente por LeConte en 1854.
Esta especie se encuentra en México. 